# 112.º Congresso dos Estados Unidos
O 112º Congresso dos Estados Unidos é composto da Câmara dos Representantes e do Senado. Tanto os senadores quanto os representante são todos eleitos por votação direta, com última eleição realizada em 2010, o 112º Congresso teve duração entre 3 de janeiro de 2011 a 3 de janeiro de 2013.
Nas eleições de 2010, o Partido Republicano ganhou a maioria na câmara elegendo 242 representantes, no senado o Partido Democrata tem a maioria com 53 senadores (sendo 2 independentes que apoiam o Partido Democrata: Bernie Sanders e Joseph Lieberman).

## Eventos

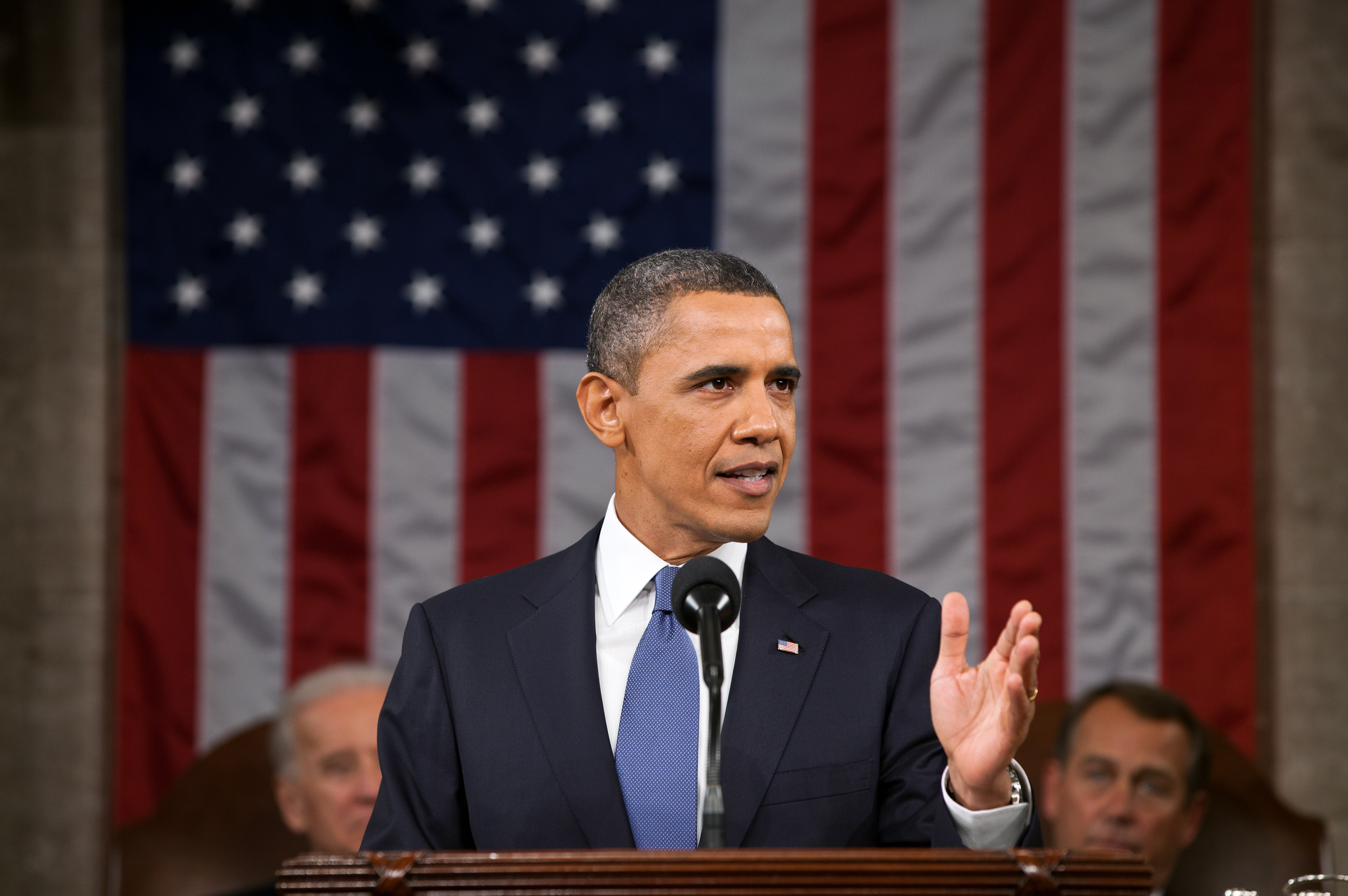
O Presidente Barack Obama discursa em 25 de janeiro de 2011 durante a primeira cessão do 112º congresso.

- 5 de janeiro de 2011 é realizada a primeira sessão do 112º congresso, com a posse de senadores e representantes[3]
- 8 de janeiro de 2011 a representante Gabrielle Giffords é baleada em um Tiroteio, as votações ficam suspensas por uma semana
- 25 de janeiro de 2011 o presidente Barack Obama discursa na câmara dos representantes sobre os 2 anos de governo
- 6 de novembro de 2012 data da eleição presidencial de 2012

## Distribuição Partidária

51 Senadores Democrata
2 Senadores Independente
47 senadores Republicano

### Senado

| Partido | Partido             | Senadores | Notas                          |
| ------- | ------------------- | --------- | ------------------------------ |
|         | Partido Democrata   | 51        |                                |
|         | Partido Republicano | 47        |                                |
|         | Independente        | 2         | Senador independente democrata |
| Total   | Total               | 100       |                                |

### Câmara dos Representantes

Azul representante democrata e
Vermelho representante republicano

| Partido | Partido             | Membros | %     | Representantes sem direito a voto | Notas |
| ------- | ------------------- | ------- | ----- | --------------------------------- | ----- |
|         | Partido Republicano | 242     | 55,6% |                                   |       |
|         | Partido Democrata   | 193     | 44,4% |                                   |       |
|         | Independente        | 0       |       | -                                 |       |
|         | Lugares vagos       | 0       | 0 %   | -                                 |       |
| Total   | Total               | 435     |       | 5                                 |       |

## Senado

### Composição
- Partido Democrata: 51
- Partido Republicano: 47
- Independente: 2

### Liderança
- Presidente: Joe Biden (D - Delaware)
- Presidente Pro Tempore: Daniel Inouye (D - Havaí)

### Líder da Maioria
- Líder: Harry Reid (D - Nevada)
- Assistente: Dick Durbin (D - Illinois)

### Líder da Minoria
- Líder: Mitch McConnell (R - Kentucky)
- Assistente: Jon Kyl (R - Arizona)

### Senadores
| - Richard Shelby (R) - Jeff Sessions (R) - Lisa Murkowski (R) - Mark Begich (D) - John McCain (R) - Jon Kyl (R) - Mark Pryor (D) - John Boozman (R) - Dianne Feinstein (D) - Barbara Boxer (D) - Mark Udall (D) - Michael Bennet (D) - Joe Lieberman (ID) - Richard Blumenthal (D) - Tom Carper (D) - Chris Coons (D) - Bill Nelson (D) - Marco Rubio (R) - Saxby Chambliss (R) - Johnny Isakson (R) - Daniel Inouye (D) - Daniel Akaka (D) - Mike Crapo (R) - Jim Risch (R) - Dick Durbin (D) - Mark Kirk (R) - Richard Lugar (R) - Dan Coats (R) - Chuck Grassley (R) - Tom Harkin (D) - Pat Roberts (R) - Jerry Moran (R) - Mitch McConnell (R) - Rand Paul (R) - Mary Landrieu (D) - David Vitter (R) - Olympia Snowe (R) - Susan Collins (R) - Barbara Mikulski (D) - Ben Cardin (D) - John Kerry (D) - Scott Brown (R) - Carl Levin (D) - Debbie Stabenow (D) - Amy Klobuchar (D) - Al Franken (D) - Thad Cochran (R) - Roger Wicker (R) - Claire McCaskill (D) - Roy Blunt (R) | - Max Baucus (D) - Jon Tester (D) - Ben Nelson (D) - Mike Johanns (R) - Harry Reid (D) - John Ensign (R) - Jeanne Shaheen (D) - Kelly Ayotte (R) - Frank Lautenberg (D) - Bob Menendez (D) - Jeff Bingaman (D) - Tom Udall (D) - Chuck Schumer (D) - Kirsten Gillibrand (D) - Richard Burr (R) - Kay Hagan (D) - Kent Conrad (D) - John Hoeven (R) - Sherrod Brown (D) - Rob Portman (R) - Jim Inhofe (R) - Tom Coburn (R) - Ron Wyden (D) - Jeff Merkley (D) - Bob Casey, Jr. (D) - Pat Toomey (R) - Jack Reed (D) - Sheldon Whitehouse (D) - Lindsey Graham (R) - Jim DeMint (R) - Tim Johnson (D) - John Thune (R) - Lamar Alexander (R) - Bob Corker (R) - Kay Bailey Hutchison (R) - John Cornyn (R) - Orrin Hatch (R) - Mike Lee (R) - Patrick Leahy (D) - Bernie Sanders (I) - Jim Webb (D) - Mark Warner (D) - Patty Murray (D) - Maria Cantwell (D) - Jay Rockefeller (D) - Joe Manchin (D) - Herb Kohl (D) - Ron Johnson (R) - Mike Enzi (R) - John Barrasso (R) |  |

## Câmara dos Representantes

### Composição
- Partido Republicano: 242
- Partido Democrata: 193

### Liderança
- Presidente da Câmara: John Boehner (R - Ohio)

### Líder da Maioria
- Líder: Eric Cantor (R - Virginia)
- Assistente: Kevin McCarthy (R - Califórnia)

### Líder da Minoria
- Líder: Nancy Pelosi (D - Califórnia)
- Assistente: Steny Hoyer (D - Maryland)

### Representantes

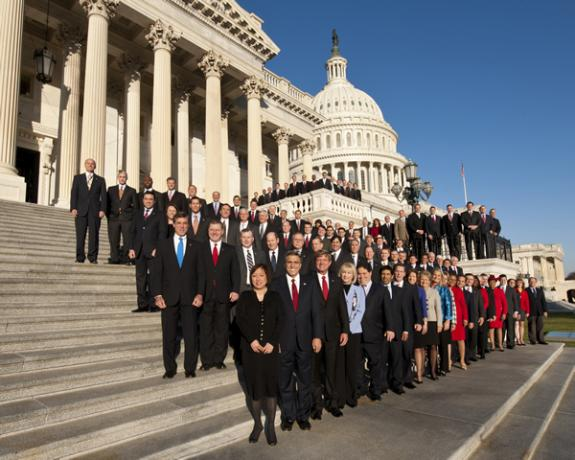

| - 1. Jo Bonner (R) - 2. Martha Roby (R) - 3. Mike D. Rogers (R) - 4. Robert Aderholt (R) - 5. Mo Brooks (R) - 6. Spencer Bachus (R) - 7. Terri Sewell (D) - "At-large". Don Young (R) - 1. Paul Gosar (R) - 2. Trent Franks (R) - 3. Ben Quayle (R) - 4. Ed Pastor (D) - 5. David Schweikert (R) - 6. Jeff Flake (R) - 7. Raúl Grijalva (D) - 8. Gabrielle Giffords (D) - 1. Rick Crawford (R) - 2. Timothy Griffin (R) - 3. Steve Womack (R) - 4. Mike Ross (D) - 1. Mike Thompson (D) - 2. Wally Herger (R) - 3. Dan Lungren (R) - 4. Tom McClintock (R) - 5. Doris Matsui (D) - 6. Lynn Woolsey (D) - 7. George Miller (D) - 8. Nancy Pelosi (D) - 9. Barbara Lee (D) - 10. John Garamendi (D) - 11. Jerry McNerney (D) - 12. Jackie Speier (D) - 13. Pete Stark (D) - 14. Anna Eshoo (D) - 15. Mike Honda (D) - 16. Zoe Lofgren (D) - 17. Sam Farr (D) - 18. Dennis Cardoza (D) - 19. Jeff Denham (R) - 20. Jim Costa (D) - 21. Devin Nunes (R) - 22. Kevin McCarthy (R) - 23. Lois Capps (D) - 24. Elton Gallegly (R) - 25. Howard McKeon (R) - 26. David Dreier (R) - 27. Brad Sherman (D) - 28. Howard Berman (D) - 29. Adam Schiff (D) - 30. Henry Waxman (D) - 31. Xavier Becerra (D) - 32. Judy Chu (D) - 33. Karen Bass (D) - 34. Lucille Roybal-Allard (D) - 35. Maxine Waters (D) - 36. Jane Harman (D) - 37. Laura Richardson (D) - 38. Grace Napolitano (D) - 39. Linda Sánchez (D) - 40. Edward R. Royce (R) - 41. Jerry Lewis (R) - 42. Gary Miller (R) - 43. Joe Baca (D) - 44. Ken Calvert (R) - 45. Mary Bono Mack (R) - 46. Dana Rohrabacher (R) - 47. Loretta Sanchez (D) - 48. John Campbell (R) - 49. Darrell Issa (R) - 50. Brian Bilbray (R) - 51. Bob Filner (D) - 52. Duncan D. Hunter (R) - 53. Susan Davis (D) - 1. G. K. Butterfield (D) - 2. Renee Ellmers (R) - 3. Walter B. Jones (R) - 4. David Price (D) - 5. Virginia Foxx (R) - 6. Howard Coble (R) - 7. Mike McIntyre (D) - 8. Larry Kissell (D) - 9. Sue Wilkins Myrick (R) - 10. Patrick McHenry (R) - 11. Heath Shuler (D) - 12. Mel Watt (D) - 13. Brad Miller (D) - 1. Tim Scott (R) - 2. Joe Wilson (R) - 3. Jeff Duncan (R) - 4. Trey Gowdy (R) - 5. Mick Mulvaney (R) - 6. Jim Clyburn (D) - 1. Diana DeGette (D) - 2. Jared Polis (D) - 3. Scott Tipton (R) - 4. Cory Gardner (R) - 5. Doug Lamborn (R) - 6. Mike Coffman (R) - 7. Ed Perlmutter (D) - 1. John Larson (D) - 2. Joe Courtney (D) - 3. Rosa DeLauro (D) - 4. Jim Himes (D) - 5. Chris Murphy (D) - "At-large". John Carney (D) - 1. Jeff Miller (R) - 2. Steve Southerland (R) - 3. Corrine Brown (D) - 4. Ander Crenshaw (R) - 5. Rich Nugent (R) - 6. Cliff Stearns (R) - 7. John Mica (R) - 8. Daniel Webster (R) - 9. Gus Bilirakis (R) - 10. Bill Young (R) - 11. Kathy Castor (D) - 12. Dennis Ross (R) - 13. Vern Buchanan (R) - 14. Connie Mack IV (R) - 15. Bill Posey (R) - 16. Tom Rooney (R) - 17. Frederica Wilson (D) - 18. Ileana Ros-Lehtinen (R) - 19. Ted Deutch (D) - 20. Debbie Wasserman Schultz (D) - 21. Mario Diaz-Balart (R) - 22. Allen West (R) - 23. Alcee Hastings (D) - 24. Sandy Adams (R) - 25. David Rivera (R) - 1. Jack Kingston (R) - 2. Sanford Bishop (D) - 3. Lynn Westmoreland (R) - 4. Hank Johnson (D) - 5. John Lewis (D) - 6. Tom Price (R) - 7. Rob Woodall (R) - 8. Austin Scott (R) - 9. Tom Graves (R) - 10. Paul Broun (R) - 11. Phil Gingrey (R) - 12. John Barrow (D) - 13. David Scott (D) - 1. Colleen Hanabusa (D) - 2. Mazie Hirono (D) - 1. Raul Labrador (R) - 2. Michael K. Simpson (R) - 1. Bobby Rush (D) - 2. Jesse Jackson, Jr. (D) - 3. Dan Lipinski (D) - 4. Luis Gutierrez (D) - 5. Michael Quigley (D) - 6. Peter Roskam (R) - 7. Danny K. Davis (D) - 8. Joe Walsh (R) - 9. Jan Schakowsky (D) - 10. Robert Dold (R) - 11. Adam Kinzinger (R) - 12. Jerry Costello (D) - 13. Judy Biggert (R) - 14. Randy Hultgren (R) - 15. Timothy V. Johnson (R) - 16. Donald Manzullo (R) - 17. Bobby Schilling (R) - 18. Aaron Schock (R) - 19. John Shimkus (R) - 1. Pete Visclosky (D) - 2. Joe Donnelly (D) - 3. Marlin Stutzman (R) - 4. Todd Rokita (R) - 5. Dan Burton (R) - 6. Mike Pence (R) - 7. André Carson (D) - 8. Larry Bucshon (R) - 9. Todd Young (R) - 1. Bruce Braley (D) - 2. David Loebsack (D) - 3. Leonard Boswell (D) - 4. Tom Latham (R) - 5. Steve King (R) - 1. Tim Huelskamp (R) - 2. Lynn Jenkins (R) - 3. Kevin Yoder (R) - 4. Mike Pompeo (R) - 1. Ed Whitfield (R) - 2. Brett Guthrie (R) - 3. John Yarmuth (D) - 4. Geoff Davis (R) - 5. Hal Rogers (R) - 6. Ben Chandler (D) - 1. Steve Scalise (R) - 2. Cedric Richmond (D) - 3. Jeff Landry (R) - 4. John C. Fleming (R) - 5. Rodney Alexander (R) - 6. Bill Cassidy (R) - 7. Charles Boustany (R) - 1. Chellie Pingree (D) - 2. Mike Michaud (D) - 1. Andrew Harris (R) - 2. Dutch Ruppersberger (D) - 3. John Sarbanes (D) - 4. Donna Edwards (D) - 5. Steny Hoyer (D) - 6. Roscoe Bartlett (R) - 7. Elijah Cummings (D) - 8. Chris Van Hollen (D) - 1. John Olver (D) - 2. Richard Neal (D) - 3. Jim McGovern (D) - 4. Barney Frank (D) - 5. Niki Tsongas (D) - 6. John Tierney (D) - 7. Ed Markey (D) - 8. Mike Capuano (D) - 9. Stephen Lynch (D) - 10. William Keating (D) - 1. Dan Benishek (R) - 2. Bill Huizenga (R) - 3. Justin Amash (R) - 4. David Lee Camp (R) - 5. Dale Kildee (D) - 6. Fred Upton (R) - 7. Tim Walberg (R) - 8. Mike J. Rogers (R) - 9. Gary Peters (D) - 10. Candice Miller (R) - 11. Thaddeus McCotter (R) - 12. Sander Levin (D) - 13. Hansen Clarke (D) - 14. John Conyers Jr. (D) - 15. John Dingell (D) | - 1. Tim Walz (D) - 2. John Kline (R) - 3. Erik Paulsen (R) - 4. Betty McCollum (D) - 5. Keith Ellison (D) - 6. Michele Bachmann (R) - 7. Collin Peterson (D) - 8. Chip Cravaack (R) - 1. Adam Nunnelee (R) - 2. Bennie Thompson (D) - 3. Gregg Harper (R) - 4. Steven Palazzo (R) - 1. William Lacy Clay (D) - 2. Todd Akin (R) - 3. Russ Carnahan (D) - 4. Vicky Hartzler (R) - 5. Emanuel Cleaver (D) - 6. Sam Graves (R) - 7. Bill Long (R) - 8. Jo Ann Emerson (R) - 9. Blaine Luetkemeyer (R) - "At-large". Denny Rehberg (R) - 1. Jeff Fortenberry (R) - 2. Lee Terry (R) - 3. Adrian Smith (R) - 1. Shelley Berkley (D) - 2. Dean Heller (R) - 3. Joe Heck (R) - 1. Frank Guinta (R) - 2. Charles Bass (R) - 1. Rob Andrews (D) - 2. Frank LoBiondo (R) - 3. Jon Runyan (R) - 4. Chris Smith (R) - 5. Scott Garrett (R) - 6. Frank Pallone (D) - 7. Leonard Lance (R) - 8. Bill Pascrell Jr. (D) - 9. Steve Rothman (D) - 10. Donald M. Payne (D) - 11. Rodney Frelinghuysen (R) - 12. Rush D. Holt Jr. (D) - 13. Albio Sires (D) - 1. Tim Bishop (D) - 2. Steve Israel (D) - 3. Peter T. King (R) - 4. Carolyn McCarthy (D) - 5. Gary Ackerman (D) - 6. Gregory W. Meeks (D) - 7. Joseph Crowley (D) - 8. Jerrold Nadler (D) - 9. Anthony D. Weiner (D) - 10. Ed Towns (D) - 11. Yvette Clarke (D) - 12. Nydia Velázquez (D) - 13. Michael Grimm (R) - 14. Carolyn B. Maloney (D) - 15. Charles B. Rangel (D) - 16. José Serrano (D) - 17. Eliot L. Engel (D) - 18. Nita Lowey (D) - 19. Nan Hayworth (R) - 20. Chris Gibson (R) - 21. Paul Tonko (D) - 22. Maurice Hinchey (D) - 23. Bill Owens (D) - 24. Richard Hanna (R) - 25. Ann Marie Buerkle (R) - 26. Chris Lee (R) - 27. Brian Higgins (D) - 28. Louise Slaughter (D) - 29. Tom Reed (R) - "At-large". Rick Berg (R) - 1. Martin Heinrich (D) - 2. Steve Pearce (R) - 3. Ben R. Luján (D) - 1. Steve Chabot (R) - 2. Jean Schmidt (R) - 3. Michael R. Turner (R) - 4. Jim Jordan (R) - 5. Bob Latta (R) - 6. Bill Johnson (R) - 7. Steve Austria (R) - 8. John Boehner (R) - 9. Marcy Kaptur (D) - 10. Dennis J. Kucinich (D) - 11. Marcia Fudge (D) - 12. Pat Tiberi (R) - 13. Betty Sutton (D) - 14. Steve LaTourette (R) - 15. Steve Stivers (R) - 16. Jim Renacci (R) - 17. Tim Ryan (D) - 18. Bob Gibbs (R) - 1. John Sullivan (R) - 2. Dan Boren (D) - 3. Frank Lucas (R) - 4. Tom Cole (R) - 5. James Lankford (R) - 1. David Wu (D) - 2. Greg Walden (R) - 3. Earl Blumenauer (D) - 4. Peter DeFazio (D) - 5. Kurt Schrader (D) - 1. Bob Brady (D) - 2. Chaka Fattah (D) - 3. Mike Kelly (R) - 4. Jason Altmire (D) - 5. Glenn Thompson (R) - 6. Jim Gerlach (R) - 7. Pat Meehan (R) - 8. Mike Fitzpatrick (R) - 9. Bill Shuster (R) - 10. Tom Marino (R) - 11. Lou Barletta (R) - 12. Mark Critz (D) - 13. Allyson Schwartz (D) - 14. Michael F. Doyle (D) - 15. Charlie Dent (R) - 16. Joseph R. Pitts (R) - 17. Tim Holden (D) - 18. Tim Murphy (R) - 19. Todd Platts (R) - 1. David Cicilline (D) - 2. James Langevin (D) - "At-large". Kristi Noem (R) - 1. Phil Roe (R) - 2. Jimmy Duncan (R) - 3. Chuck Fleischmann (R) - 4. Scott DesJarlais (D) - 5. Jim Cooper (D) - 6. Diane Black (R) - 7. Marsha Blackburn (R) - 8. Stephen Fincher (R) - 9. Steve Cohen (D) - 1. Louie Gohmert (R) - 2. Ted Poe (R) - 3. Sam Johnson (R) - 4. Ralph Hall (R) - 5. Jeb Hensarling (R) - 6. Joe Barton (R) - 7. John Culberson (R) - 8. Kevin Brady (R) - 9. Al Green (D) - 10. Michael McCaul (R) - 11. Mike Conaway (R) - 12. Kay Granger (R) - 13. Mac Thornberry (R) - 14. Ron Paul (R) - 15. Rubén Hinojosa (D) - 16. Silvestre Reyes (D) - 17. Bill Flores (R) - 18. Sheila Jackson-Lee (D) - 19. Randy Neugebauer (R) - 20. Charlie Gonzalez (D) - 21. Lamar S. Smith (R) - 22. Pete Olson (R) - 23. Quico Canseco (R) - 24. Kenny Marchant (R) - 25. Lloyd Doggett (D) - 26. Michael C. Burgess (R) - 27. Blake Farenthold (R) - 28. Henry Cuellar (D) - 29. Gene Green (D) - 30. Eddie Bernice Johnson (D) - 31. John Carter (R) - 32. Pete Sessions (R) - 1. Rob Bishop (R) - 2. Jim Matheson (D) - 3. Jason Chaffetz (R) - "At-large". Peter Welch (D) - 1. Rob Wittman (R) - 2. Scott Rigell (R) - 3. Robert C. Scott (D) - 4. Randy Forbes (R) - 5. Robert Hurt (R) - 6. Bob Goodlatte (R) - 7. Eric Cantor (R) - 8. Jim Moran (D) - 9. Morgan Griffith (R) - 10. Frank Wolf (R) - 11. Gerry Connolly (D) - 1. David McKinley (R) - 2. Shelley Moore Capito (R) - 3. Nick Rahall (D) - 1. Jay Inslee (D) - 2. Rick Larsen (D) - 3. Jaime Herrera Beutler (R) - 4. Doc Hastings (R) - 5. Cathy McMorris Rodgers (R) - 6. Norm Dicks (D) - 7. Jim McDermott (D) - 8. Dave Reichert (R) - 9. Adam Smith (D) - 1. Paul Ryan (R) - 2. Tammy Baldwin (D) - 3. Ron Kind (D) - 4. Gwen Moore (D) - 5. Jim Sensenbrenner (R) - 6. Tom Petri (R) - 7. Sean Duffy (R) - 8. Reid Ribble (R) - "At-large". Cynthia Lummis (R) - Samoa Americana: Eni Faleomavaega (D) - Distrito de Colúmbia: Eleanor Holmes Norton (D) - Guam: Madeleine Bordallo (D) - Ilhas Virgens: Gregorio C. Sablan (D) - Porto Rico: Pedro Pierluisi (D) - Ilhas Marianas: Donna Christian-Christensen (D) |